# Le Bras (rivière Ferrée)
Pour les articles homonymes, voir Bras et Le Bras.
La rivière Le Bras coule dans les municipalités de La Pocatière (MRC de Kamouraska) et de Saint-Roch-des-Aulnaies (MRC de L'Islet), dans les régions administratives du Bas-Saint-Laurent et de Chaudière-Appalaches, au Québec, au Canada.
La rivière Le Bras est un affluent de la rive est de la rivière Ferrée, laquelle se déverse 240 m plus au nord sur la rive sud du fleuve Saint-Laurent. Cette dernière confluence est située dans le petit hameau de Village-des-Aulnaies, situé au sud-ouest du village de La Pocatière et au nord-est du village de Saint-Roch-des-Aulnaies. 

## Géographie
La rivière Le Bras prend sa source au lac Bourgelas (longueur : 0,8 km ; altitude : 197 m) situé dans La Pocatière. Ce lac est situé à 6,0 km au sud-est de la rive sud du fleuve Saint-Laurent, à 7,1 km au sud-ouest du centre du village de Saint-Onésime-d'Ixworth, à 5,3 km au sud du centre du village de La Pocatière et à 12,2 km à l'est du centre du village de Saint-Roch-des-Aulnaies. Ce lac est situé près de la limite de la municipalité de Saint-Onésime-d'Ixworth. Son embouchure est située au nord-ouest.
À partir de ce lac, la rivière Le Bras coule en zone forestière et agricole sur 14,6 km, répartis selon les segments suivants :
- 2,0 km vers le sud-ouest dans La Pocatière en zone forestière, en traversant le lac Perdu (longueur : 160 m ; altitude : 168 m) jusqu'à son embouchure. Ce lac est situé dans une petite vallée du côté est de la montagne des Marais et du côté nord du coteau Pelé, près de la limite de Saint-Roch-des-Aulnaies ;
- 1,0 km vers le sud-ouest en zone forestière, jusqu'à la limite avec Saint-Roch-des-Aulnaies ;
- 4,2 km vers le sud-ouest dans Saint-Roch-des-Aulnaies en zone forestière en recueillant les eaux du ruisseau Martin, jusqu'au rang de la Haute-Ville ;
- 4,0 km vers le sud-ouest en recoupant le rang de la Haute-Ville, puis vers le nord, jusqu'au 3e Rang Est ;
- 2,9 km vers le nord-ouest en longeant la route du Moulin, en zone agricole, jusqu'à l'autoroute 20 ;
- 0,5 km vers le nord-ouest, jusqu'à sa confluence.

La rivière Le Bras se déverse sur la rive est de la rivière Ferrée, juste au sud du pont de la route 132 (route de la Seigneurie), au hameau de Village-des-Aulnaies. Cette confluence est située à 2,9 km à l'est du centre du village de Saint-Roch-des-Aulnaies et à 4,6 km au nord du centre du village de Sainte-Louise.

## Toponymie
Le toponyme Le Bras a été officialisé le 5 décembre 1968 à la Commission de toponymie du Québec.